# Колбасинский сельсовет
Колбаси́нское сельсове́т — сельское поселение в Кыштовском районе Новосибирской области.
Административный центр — село Колбаса.

## География
Территория поселения общей площадью 408,19 км². Расположена на расстоянии 648 километров от областного центра, в 48 километрах от районного центра и в 206 километрах от ближайшей железнодорожной станции Чаны, в связи с чем занимает не очень выгодное экономико-географическое положение.

## История
Колбасинское сельское поселение (сельсовет) образовано в 1924 году.

## Население
| 2002 | 2008 | 2010 | 2012 | 2013 | 2014 | 2015 |
| ---- | ---- | ---- | ---- | ---- | ---- | ---- |
| 646  | ↘402 | ↘298 | ↘271 | ↘256 | ↘254 | ↘245 |
| 2016 | 2017 | 2018 | 2019 | 2020 | 2021 |      |
| ↘234 | ↘230 | ↘214 | →214 | ↘200 | ↘182 |      |

Этнический состав населения: русские, белорусы.

## Состав сельского поселения
| № | Населённый пункт | Тип населённого пункта          | Население |
| - | ---------------- | ------------------------------- | --------- |
| 1 | Бочкаревка       | деревня                         | ↘112      |
| 2 | Колбаса          | деревня, административный центр | ↘180      |
| 3 | Тынгиза          | деревня                         | ↘6        |

Наиболее крупным селом является Колбаса.